# Bull Terrier miniature
Le Bull Terrier miniature (ou English Miniature Bull Terrier) appartient au 3e groupe des races de chien de la Fédération cynologique internationale, le groupe des Terriers. C'est une race d'origine anglaise.
Il faut distinguer de nos jours deux races différentes : le Bull Terrier Standard et le Bull Terrier Miniature, celui-ci ne doit pas dépasser la taille de 35,5 cm au garrot.

## Histoire
Le Bull Terrier fut créé par le croisement entre le Bulldog-Anglais et le white english terrier, un chien de chasse de type lévrier, s'apparentant au greyhound, au XVIIIe siècle en Angleterre, On a également utilisé des dalmatiens et des staffordshire bull terriers pour améliorer certains aspects esthétiques et des couleurs de robes. Il est utilisé à cette époque comme un chien de combat. Il a combattu des animaux sauvages ou domestiques.
.
En 1835, le Parlement britannique a interdit définitivement les combats entre animaux, ce qui a marqué la fin de la race. Pourtant, des combats clandestins existaient toujours mais entre deux chiens.
La sélection de cette race n'est plus faite pour les combats depuis la fin du XVIIIe siècle. 
Le standard autorisa les chiens d'autres couleurs que le blanc qu'à partir de 1920 car beaucoup de chiens blancs naissaient sourds.
Le Bull Terrier n'a été reconnu qu’en 1835 en Angleterre, et en 1943 en France.
Dans les années 1900, la différence entre les races a été déterminée par le poids du chien.
Cependant, cela a conduit à ce que les Bull Terrier Miniature deviennent si petits et si fins qu'ils ne ressemblaient plus à un Bull Terrier.
La limite de poids a été remplacée par une limite de taille de moins de 35,5 cm dans les années 1970 mais ils sont généralement plus hauts que 25 cm. Ils pèsent en général entre 9 kg et 16 kg.
Pour le Bull Terrier Miniature la race fut reconnue par le Kennel Club Britannique en 1943. Le standard de race du Bull Terrier Standard et Miniature sont exactement les mêmes à l'exception de la taille.

## Caractéristiques
À partir du 1er janvier 2012, la variété Bull Terrier Miniature est considérée comme une race à part entière. Désormais ces 2 races Bull Terrier et Bull Terrier Miniature :
1. ont droit à leur propre CACIB
2. peuvent être croisées (conformément à la décision de l’Assemblée Générale de la Fédération cynologique internationale à Paris en juillet 2011).

### aspect général
Les Bull Terriers miniatures ont un corps très musclé. Ils ont une tête en forme d'œuf vue de face. Les yeux sont petits, de forme triangulaire et noirs. Les oreilles sont dressées.  

### Caractère
Les Bull Terrier Miniatures sont affectueux,ils sont à la fois très dépendants et indépendants, plusieurs disent que leur comportement ressemble plus à celui d'un chat qu'un chien. ils ont l'esprit vif et toujours le centre de l'action, ils apprennent facilement avec une bonne dose d'encouragement et de motivation.
Les Bull Terrier Miniatures sont fidèles, courageux et protecteurs. Ils sont très énergiques et joyeux. Ils aiment les êtres humains. Issu d'un bon éleveur, un chien bien socialisé dès son plus jeune age sera social avec les autres chiens, mais sans la socialisation nécessaire, comme toute race, ils peuvent devenir réactifs et antisocial.

### couleurs
Chez les chiens blancs, les marques sur le visage et sur le corps sont autorisées.
Chez les chiens de couleur, la couleur doit être prédominante par rapport au blanc. Le bringé doit avoir la préférence. Le bringé noir, le rouge, le fauve et la robe tricolore sont admis. La robe bleue et la robe foie (marron) sont à rejeter.

### poids et taille
La hauteur au garrot ne doit pas excéder 35,5 cm. Il n’y a pas de limite de poids. Le chien doit être bien proportionné. 

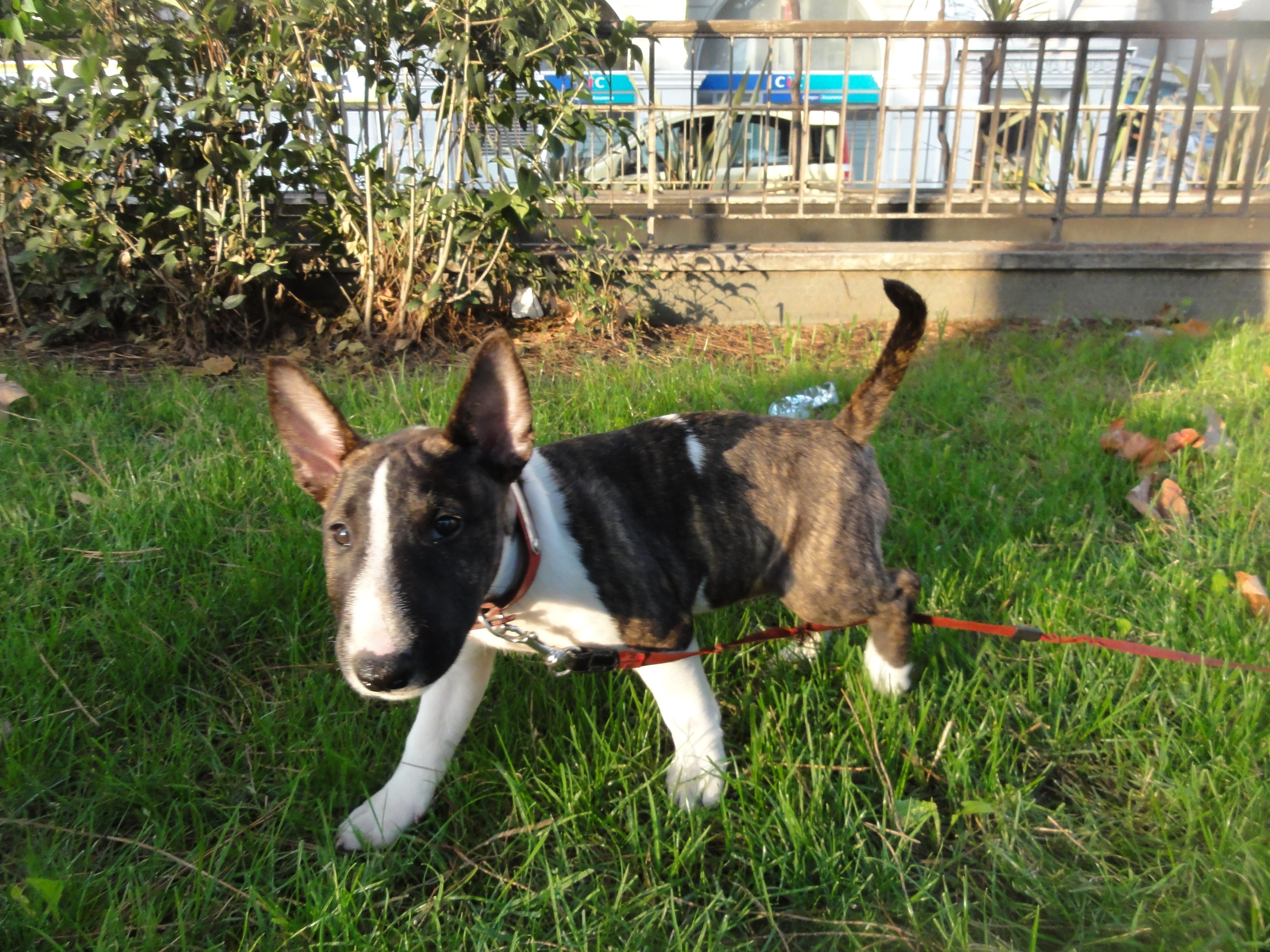
Chiot bull terrier miniature femelle bringé et blanc 2 mois

## Santé
Les Bull Terrier miniatures sont généralement en bonne santé, mais il existe, des problèmes des yeux, de la peau, des reins, du cœur et du genou chez certains chiens. La surdité survient à la fois sur les bull terriers blancs et sur les bull terriers colorés.
Les chiots peuvent naître unilatéralement sourds (sourd d'une oreille) ou bilatéralement (sourd des deux oreilles.) Les chiens sourds ne devraient pas être élevés car la surdité est héréditaire. Les tests de PEA sont effectués sur les chiots avant la vente pour savoir quels chiots ont des problèmes d'audition.
Les Bull-terrier miniatures sont également susceptibles d'avoir la luxation de la rotule. Il s'agit d'un problème au genou fréquent chez les chiens de petite taille. Elle peut être traitée par la chirurgie.
La Maladie polykystique des reins (PKD) et néphropathie familiale sont les maladies dominantes autosomiques. Le PKD est diagnostiqué par balayage ultrasonique par un vétérinaire spécialisé. La néphropathie familiale est diagnostiquée par un test UPC.
Les Bull Terrier Miniatures sont également sensibles aux problèmes oculaires tels que luxation du cristallin primaire. La PLL est une maladie à déclenchement tardif qui affecte généralement les chiens âgés de 3 et 7 ans. Des cas plus jeunes et plus âgés sont aussi connus. Depuis septembre 2009, un test ADN définitif a été publié. 

Ce test donne trois résultats : sain, porteur ou porteur sain.
La sténose de la valve aortique et la dysplasie de la valve mitrale sont les maladies cardiaques. Le diagnostic se fait par la échocardiographie doppler par un vétérinaire spécialisé.
La peau d'une miniature peut être un problème. Dermatite pyotraumatique, des réactions allergiques, l'urticaire peut être problématique.

## Caractère et éducation
Il a besoin de balades et de jeu pour se dépenser. La solitude, l'ennui et l'inactivité peuvent le rendre destructeur.
Les miniatures sont indépendants et déterminés. Ils ont besoin d'une éducation douce et cohérente sans laxisme ni violence.
Ils doivent être fortement socialisés à un jeune âge.
Ils sont aussi très énergiques et semblent être en mesure de jouer sans cesse comme des chiots.
Cependant, à mesure qu'ils grandissent, ils deviennent plus calmes.